# قائم أباد (بوئين و مياندشت)
قائم أباد (بالفارسية: قائم‌آباد) هي قرية تقع في إيران في Yeylaq Rural District. يقدر عدد سكانها بـ 1,186 نسمة .